# Sūhānchī Kūh
Sūhānchī Kūh (persiska: سوهانچی کوه, Sūghānchī Kūh) är en ort i Iran.   Den ligger i provinsen Östazarbaijan, i den nordvästra delen av landet, 400 km väster om huvudstaden Teheran. Sūhānchī Kūh ligger 1 776 meter över havet och antalet invånare är 212.
Terrängen runt Sūhānchī Kūh är kuperad åt nordost, men åt sydväst är den platt. Runt Sūhānchī Kūh är det ganska glesbefolkat, med 22 invånare per kvadratkilometer. Närmaste större samhälle är Naşīrābād-e Soflá, 19,0 km öster om Sūhānchī Kūh. Trakten runt Sūhānchī Kūh består i huvudsak av gräsmarker.